# Sankisan Maru
Die Sankisan Maru (jap. 山鬼山丸) war ein Frachtschiff, das im Zweiten Weltkrieg mit explosiver Fracht an Bord versenkt wurde.

## Geschichte
Die Geschichte bzw. Identität des Schiffes ist nicht genau bekannt. Laut Vincenzo Paolillo wurde das Frachtschiff 1920 in den Vereinigten Staaten gebaut und trug, als es 1942 in die Hände der japanischen Kriegsmarine geriet, noch den Namen Estero. Beth und Shaun Tierney halten es auch für möglich, dass das Schiff aus Washington stammt und ursprünglich Red Hook hieß, spekulieren aber auch über eine ursprünglich japanische Herkunft des Frachters. Als Bauwerft für die Red Hook wird die D.D. Todd & Construction Corp. in Tacoma, Washington, genannt. Das Schiff könnte unter den Namen Commercial Traveler, Nelson Traveler (1936), Point Estero, Estero (1939) und schließlich auch noch Yamakisan Maru oder Naruo Maru unterwegs gewesen sein. Manche Quellen nennen Harima Dockyard als die Bauwerft und die Kaburagi Kisen Line als ersten Benutzer.
Die japanische Kriegsmarine nutzte jedenfalls das Schiff zum Transport für Waffen, Flugzeugteile, Traktoren, Lastwagen, Munition etc. Am 17. Februar 1944 ankerte die Sankisan Maru in der Nähe der Westküste der Insel Uman in einer Lagune, die damals noch Truk Lagoon hieß, seit 1990 aber den Namen Chuuk Lagoon trägt. Einen Tag später wurde sie dort von einer B-17 bombardiert. Von den Begleitflugzeugen aus wurde mit Maschinengewehren auf das Schiff geschossen. Die Treffer reichten jedoch nicht aus, um die Sankisan Maru zu versenken. 

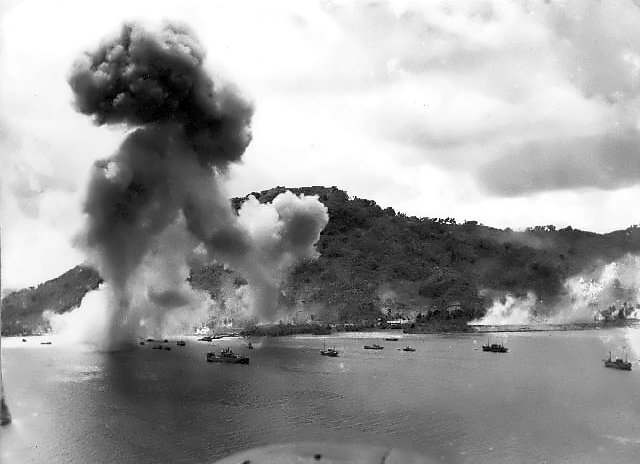
Angriffe auf japanische Schiffe

Am Morgen nach diesen Angriffen erschien im Rahmen der Operation Hailstone wiederum ein B-17-Geschwader und startete einen Angriff auf das Schiff. Die Sankisan Maru wurde von einem Torpedo getroffen, wobei die Brücke und die hinteren Laderäume weitgehend zerstört wurden. Der Rest des Schiffes, der nun sehr schnell unterging, riss den größten Teil der Besatzung mit sich in die Tiefe. Die in Brand geschossene Sankisan Maru sank so schnell, dass ihre Ladung nicht mehr explodieren konnte. 
Das Wrack der Sankisan Maru liegt etwa 350 Meter vor der Küste. Das abgerissene Heck befindet sich in einer Tiefe von etwa 50 Metern. Eine Verbindung zum Mittelschiff ist nur noch durch verstreute Metallteile gegeben. Ein Blindgänger, der 1974 bei Bergungsarbeiten im ersten Laderaum entdeckt wurde, wurde im Heck zur Explosion gebracht. Der vordere Teil des Schiffes steht aufrecht in einer Tiefe von etwa 30 Metern auf dem Meeresgrund. Das Oberdeck befindet sich dadurch in einer Tiefe von rund 18 Metern, die Mastspitzen reichen bis ungefähr fünf Meter unter die Wasseroberfläche. In der Nähe der Luke zum ersten Laderaum des Wracks, das mit Weichkorallen, Schwämmen und Muscheln dicht bewachsen ist, befinden sich noch die Überreste zweier Lastwagen. In diesem Laderaum selbst sind noch große Mengen an Granaten und Artilleriegeschossen zu finden, die teilweise noch in ihren Kisten lagern. Ein Teil dieser Munition wurde später geborgen und benutzt, um schiffbare Passagen in das Korallenriff zu sprengen, das sich um die Lagune zieht. Im zweiten und dritten Laderaum befinden sich neben Munition auch Flugzeugteile und die Überreste von Lastwagen. Auf dem Vorderdeck sind ein Zwillingsmaschinengewehr und eine Kanone montiert.